# Protectorat del Delta del Riu Níger
El Protectorat del Delta del Riu Níger fou un protectorat britànic administrat per la Companyia Reial del Níger, format el 10 de juliol de 1886 com a continuació del Protectorat dels Districtes del Níger format pels territoris sota control de la Companyia Nacional Africana (des de 1886 Companyia Reial del Níger). Aquest protectorat estava format per dues parts: al nord els territoris lligats a la Companyia britànica per tractats (i eventualment lligats al govern britànic; en total es registren més de 360 tractats) i la zona d'influència acordada pel Congrés de Berlín de 1884 i pactes posteriors; i al sud els territoris del Delta del Níger entre el riu Forcados i el riu Brass i uns 25 km de terra a cada costat del riu fins a uns 70 km al sud de la confluència entre el riu Níger i el riu Benue.
El 28 de desembre de 1899 la carta de privilegi a la companyia fou revocada i l'1 de gener de 1900 la part sud del Protectorat del Delta del Riu Níger fou reunida amb el Protectorat de la Costa del Níger per formar el Protectorat de Nigèria del Sud. Inicialment es va conformar en tres parts: a l'oest el país Edo (regne de Benín) en aquell moment sota ocupació i que era part del protectorat de la Costa del Níger (si bé el regne estava vacant i no fou restaurat fins a 1914); al centre els territoris del Níger (els antics territoris de la companyia amb la part del delta entre el Forcados i el Brass i la franja a ambdós costats del Níger més amunt) i a l'est la resta del Protectorat de la Costa del Níger amb la delimitació amb Alemanya resultant de l'acord de límits de 15 de novembre de 1893.

## Protectorats dels Districtes del Níger i del Delta del Riu Níger

### Agent Principal
- 1879 - 1882 David McIntosh (Companyia Nacional Africana)

### Agents Generals
- 1882 - 1886 David McIntosh (Companyia Nacional Africana) (1885-1886 Protectorat dels Districtes del Níger)

### Agents generals de la Companyia Reial del Níger
- 1886-1888 David McIntosh
- 1888 - 1900 Joseph Flint